# 폴리카
폴리카(이탈리아어: Pollica)는 이탈리아 캄파니아주 살레르노도에 있는 코무네이다. 살레르노로부터 94km 거리에 있고 해발 370m에 위치해있다.